# Konrad Salzburški nadškof (Wittelsbach)
Konrad Wittelsbach (* okoli 1120/1125; † 25. oktober 1200 blizu Riedfelda, danes del Neustadta an der Aisch  ) je bil nadškof Mainza ( Konrad I. von Scheyern-Wittelsbach, imenovan tudi Konrad Majnški ) in Salzburški (Konrad III.) ter kardinalski škof  Sabinski ter cesarski nadškof -kancler.

## Življenje
Sin palatinskega grofa Otona V. Scheyernsko - Wittelsbaški je študiral v Salzburgu in Parizu. Na koncilu v Lodiju leta 1161 ga je Friderik I. Barbarosa imenoval za nadškofa Majnza in nadkanclerja cesarstva. Pred tem je cesar prepričal papeža Viktorja IV., da je razrešil nadškofa Kristjana I. Bucha in Rudolfa Zähringenškega, ki sta bila izvoljena leta 1160. Pod cesarjem se je boj med cesarstvom in sacerdocijem znova zaostril. Ta konflikt je zaznamoval tudi Konradov mandat. Ker Viktor IV. nikakor ni bil nesporen nosilec papeške službe, temveč je deloval kot protipapež Aleksandru III. Medtem ko je bil ta razkol znosen med Viktorjevim življenjem, je postal še hujši po njegovi smrti. Proti Konradovemu opozorilu je kölnski nadškof Rainald Dasselski izvolil Pashala III. obnovljenemu protipapežu proti Aleksandru III. To pa je podprl nadškof Konrad. Leta 1165 mu je prisegel zvestobo, prekinil z Barbarosso in nato pobegnil v Francijo, kar je takrat naletelo na začudenje. Barbarossa je nato nadškofa razglasil za odstavljenega in za nadškofa ponovno izvolil Kristjana von Bucha. To so priznavali tudi cesarski knezi.
Papež Aleksander III. volitev ni priznal in je še naprej imel Konrada za zakonitega nadškofa v Majnzu. Dne 18. decembra ga je posvetil v škofa in ga nato postavil za kardinalnega duhovnika naslovne cerkve San Marcello in nazadnje v kardinala škofa Sabine. Kasneje ga je papež postavil tudi za škofa Sore v Laciju. Leta 1165 so cesarske čete, vključno s Kristijanom I. Buchom, dosegle in zavzele mesto Rim. Vendar je Konrad že pobegnil iz mesta.
Leta 1176 je cesar Barbarossa utrpel hud poraz proti vojskam Milana in Aleksandra III., po katerem sta se strani leta 1177 pomirili z Beneško pogodbo. Aleksander III. je nato priznal Kristijana I. Bucha za zakonitega nadškofa v Majnzu. Konrada pa je spravil s salzburško nadškofijo. Vendar se je še naprej imel za nadškofa Majnza. V času, ko je bil salzburški nadškof, je dal zgraditi petladijsko baziliko na ostankih prejšnje stolnice, ki je bila uničena leta 1167. S 5200 m² je bila to največja bazilika severno od Alp.
Po legendi je Konrad leta 1179 od papeža prejel dedni naslov legata nad vso Nemčijo, ki ga lahko njegovi nasledniki dedujejo dosmrtno. Dostojanstvo »rojenega«, to je stalnega papeškega legata ( legatus natus ) je bilo od takrat podeljeno vsakemu salzburškemu nadškofu brez posebne podelitve. Od takrat nadškofje ob posebnih slovesnih priložnostih v svoji škofiji nosijo legatski purpur, slovesno vijolično oblačilo, ki je veliko starejše od vijoličnega oblačila kardinalov. Salzburški nadškofje in so edini, ki se do 19. stoletja lahko pojavijo celo v rimski kuriji v legatski vijolični barvi.
Po smrti Kristijana Bucha je Konrad, kardinalski dekan od leta 1181, leta 1183 začel svoj drugi mandat nadškofa v Majnzu. Obnovil je katedralo in mestno obzidje (ki ga je Friderik Barbarossa podrl leta 1160 po umoru  nadškofa Arnolda Selenhofna s strani meščanov). Pod njegovo okrilje je spadal tudi festival leta 1184 na reki Maaraue, ki je bil opisan kot »največji v srednjem veku«, in tako imenovani dvorni dan Jezusa Kristusa v Majnzu leta 1188, na katerem so napovedali začetek tretje križarske vojne.
Leta 1197 se je sam Konrad, ki je bil na čelu predhodnice križarske vojne Henrika VI.. Istega leta je umrl cesar Henrik VI. Leta 1196 so Konrad in knezi za kralja izvolili njegovega dveletnega sina Friderika. Prezgodnja cesarjeva smrt je prestolonasledniku onemogočila neposreden prevzem funkcije, zato so izbruhnile vojne za nasledstvo prestola. To je pomenilo konec univerzalne imperialne oblasti in na koncu tudi cesarstva. Namesto dedne centralne oblasti kot v Franciji in Angliji se je razvila nadoblast knezov.
V sporu o nasledstvu prestola v Antiohiji se je Konrad, tako kot latinski patriarhi mesta, postavil na stran Rajmunda Rubena proti Bohemondu Enookemu in prepričal barone, da so slovesno priznali Rajmunda Rubena za naslednika Bohemonda II.
Leta 1198, ko je bil Konrad v Palestini, je prišlo do usodnih dvojnih volitev Filipa Švabskega in Otona Brunšviškega. Šele leta 1199 se je nadškof s posredniško vlogo papeža Inocenca III.  vrnil v cesarstvo. V tej vlogi je aprila 1200 sklenil začasno premirje. Istega leta je nadškof umrl na poti nazaj s križarske vojne na Ogrskem na kraljevi dvor Riedfeld  med Nürnbergom in Würzburgom. Potem ko je škof Wolfger Erlaški opravil pogrebne slovestnosti v oppidumu Riedfeld (danes del mesta Neustadt an der Aisch)  so ga prenesli v Majnz in pokopali v katedrali v Majnzu.

## Spletne povezave
- Conradus de Wittelsbach im Repertorium „Geschichtsquellen des deutschen Mittelalters“
- Konrad I. von Wittelsbach. In: Salvador Miranda: The Cardinals of the Holy Roman Church. (Website der Florida International University, englisch)
- Konrad I. von Wittelsbach im Personenregister der Germania Sacra online